# Ron Loewinsohn
Ron Loewinsohn (* 15. Dezember 1937 auf den Philippinen; † 14. Oktober 2014) war ein US-amerikanischer Schriftsteller und Literaturwissenschaftler.

## Leben
In den 50er-Jahren gehörte Ron Loewinsohn zum Kreis der Beat-Poeten in San Francisco.
Er schloss sein Studium in Berkeley 1967 mit dem Bachelor of Arts (BA) ab. Anschließend wurde er 1971 in Harvard zum Doctor of Philosophy (PhD) promoviert mit einer Dissertation über William Carlos Williams.
Von 1970 bis 2005 gehörte er zum Lehrkörper der University of California, Berkeley.

## Werke
- Watermelons. Totem Press, New York 1959 (deutsch Wassermelonen. Stadtlichter Presse, Wenzendorf 2022).
- The World Of The Lie. Change Press, San Francisco 1963.
- L'autre. Black Sparrow Press, Los Angeles 1967.
- The Step. Black Sparrow Press, Los Angeles 1968.
- Meat Air: Poems 1957–1969 Harcourt Brace, New York 1970.
- Goat Dances. Black Sparrow Press, Santa Barbara 1976.
- Magnetic Field(s). Alfred A. Knopf, New York 1983.